# آنوو
آنوو (به لهستانی: Annowo) یک روستا در لهستان است که در Gmina Gąsawa واقع شده‌است.